# Винчестер (Арканзас)
Винчестер (енгл. Winchester) град је у америчкој савезној држави Арканзас.

## Демографија
По попису из 2010. године број становника је 167, што је 24 (-12,6%) становника мање него 2000. године.
| Група             | 2000.       | 2010.       |
| Белци             | 56 (29,3%)  | 45 (26,9%)  |
| Афроамериканци    | 124 (64,9%) | 115 (68,9%) |
| Азијати           | 0 (0,0%)    | 2 (1,2%)    |
| Хиспаноамериканци | 7 (3,7%)    | 0 (0,0%)    |
| Укупно            | 191         | 167         |